# James McFadden
James McFadden (født 14. april 1983 i Glasgow, Skotland) er en skotsk tidligere fodboldspiller, der spillede som angriber. Han var blandt andet tilknyttet Motherwell i hjemlandet samt engelske Everton og Birmingham.

## Klubkarriere
McFadden startede sin seniorkarriere i år 2000 hos Motherwell F.C. i sit hjemland, hvor han var tilknyttet de følgende tre sæsoner. I 2002-03 sæsonen af den skotske Premier League scorede han 19 mål i 34 ligakampe, og blev kåret til Young Player of the Year i turneringen.
Efter sine gode indsatser for Motherwell blev McFadden i 2003 solgt til Everton i den engelske liga, hvor han spillede de følgende fem år. I 2008 blev han for en pris på fem millioner britiske pund sendt videre til ligarivalerne Birmingham City. I sin fjerde kamp for klubben scorede han sit første mål på straffespark mod West Ham.

## Landshold
McFadden nåede 48 kampe og 15 scoringer for Skotlands landshold, som han debuterede for 20. maj 2002 i en venskabskamp mod Sydafrika. 6. september 2003 scorede han sit første landskampsmål i en EM-kvalifikationskamp mod Færøerne. Siden da har han i landsholdssammenhæng markeret med blandt andet sejrsmålet i en skotsk 1-0 sejr i Paris over Frankrig under kvalifikationen til EM i 2008. Den overraskende sejr var dog ikke nok til at kvalificere skotterne til slutrunden.